# ヤシン・アヤリ
ヤシン・アバス・アヤリ（アラビア語: ياسين عباس العياري, ラテン文字転写: Yasin Abass Ayari, 2003年10月6日 - ）は、スウェーデン・ソルナ出身のプロサッカー選手。ブライトン・アンド・ホーヴ・アルビオンFC所属。ポジションはミッドフィールダー。スウェーデン代表。

## クラブ経歴
2012年にロースンダからAIKソルナの下部組織へ移り、2020シーズンから16歳にしてトップチームに招集され始めた。2020年12月6日、アルスヴェンスカン最終節のエルフスボリ戦で先発出場してプロデビューを飾った。翌2021シーズンの8月19日、スウェーデンカップ2回戦のローグスヴェッズ戦ではプロ初ゴールを挙げ、試合には5-0で大勝した。
2023年1月30日、プレミアリーグに所属していたブライトン・アンド・ホーヴ・アルビオンに移籍し、4年半契約を結んだ。
8月21日、EFLチャンピオンシップのコヴェントリー・シティに期限つき移籍。
2024年1月5日、2023-24シーズン終了時までブラックバーン・ローヴァーズFCへ期限付き移籍することが発表された。

## 代表経歴
2019年からスウェーデンの世代別代表に招集され続け、2022年には18歳ながらU-21スウェーデン代表デビューを果たした。2023年1月9日、フィンランド代表との親善試合でスウェーデン代表での初キャップを記録した。

## 人物
チュニジア人とモロッコ人の両親の下スウェーデンのソルナに生まれたため、3か国の国籍を保有している。